# Пожежа (село)
Поже́жа — село в Україні, у Бучацькій міській громаді Чортківського району Тернопільської області. Розташоване на сході району. Підпорядковувалося колишній Язловецькій сільські раді. До Пожежі приєднано хутір Хатки.
Населення — 35 осіб (2007 р.).

## Історія
Відоме від першої половини XIX ст.
У 1944 році село спалили німці. У 1950 — більшість населення Пожежі вивезено в Миколаївську область; відтоді село почало занепадати.
12 червня 2020 року, відповідно до розпорядження Кабінету Міністрів України № 724-р «Про визначення адміністративних центрів та затвердження територій територіальних громад Тернопільської області» увійшло до складу Бучацької міської громади.
19 липня 2020 року, в результаті адміністративно-територіальної реформи та ліквідації Бучацького району, увійшло до складу новоутвореного Чортківського району.
З 11 грудня 2020 р. належить до Бучацької міської громади.

## Населення

### Мова
Розподіл населення за рідною мовою за даними перепису 2001 року:
| Мова       | Кількість | Відсоток |
| ---------- | --------- | -------- |
| українська | 39        | 100%     |

## Пам'ятки
Збереглися залишки дерев'яної церкви.

## Соціальна сфера
У селі працює ФАП.